# Avondale, Arizona
Avondale, Arizona, este o localitate componentă a Phoenix-ului Metropolitan (a se vedea Phoenix, Arizona), sau cum mai este denumit în engleză, Phoenix Greater Area.